# Wiesent (comune)
Wiesent è un comune tedesco di 2 528 abitanti, situato nel land della Baviera.